# 東港彈頭螺
東港彈頭螺（学名：Ancilla monachalis）为榧螺科彈頭螺屬下的一个种。